# Live (EP)
Live är en EP av den svenska rockgruppen The Sounds som gavs ut exklusivt genom iTunes Store den 30 maj 2006. EP:n innehåller fyra livespår från Dying to Say This to You-turnén.

## Låtlista
Låtarna skrivna av The Sounds.
1. "Painted by Numbers" (live) – 3:20
2. "Much Too Long" (live) – 3:07
3. "Night After Night" (live) – 4:15
4. "Song with a Mission" (live) – 2:58